# Romain Martial
Pour les articles homonymes, voir Martial.

a Compétitions nationales et continentales officielles uniquement.

Romain Martial, né le 13 novembre 1984 à Clermont-Ferrand, est un joueur français de rugby à XV qui joue au poste d'ailier.

## Biographie
Après avoir fait ses débuts dans le rugby à XV avec l'US Issoire puis le SC Brioude, Romain Martial intègre le centre de formation de l'ASM Clermont Auvergne.
Il participe à un quart de finale puis une demi-finale du Top 14, respectivement en 2011 et 2012. Il est champion de France en 2013 puis finaliste en 2014 avec le Castres olympique.
Il est retenu pour la tournée de l'équipe de France en Argentine en juin 2012 mais ne participe à aucun des deux tests matchs, ce qui ne donne donc pas un statut d'international français.
En 2016, il rejoint l'Aviron bayonnais en 2016.
En 2017, il rejoint le club du Stade français à la suite de la relégation du club basque.
À l'issue de la saison 2019-2020 interrompue par la pandémie de Covid-19 en France, il met un terme à sa carrière de joueur.
En 2022, il devient entraîneur adjoint de la catégorie juniors, les moins de 18 ans, de l'US Issoire.

## Statistiques
Sur l'ensemble de sa carrière, il totalise 23 essais en 60 matchs de Pro D2 et 29 essais en 112 matchs de Top 14, compétition dont il termine deuxième meilleur marqueur de la saison en 2011-2012.

## Palmarès
- Championnat de France :
  - Champion (1) : 2013
  - Finaliste (1) : 2014
- Challenge Armand Vaquerin :
  - Vainqueur (2) : 2012 et 2011